# Хачкар

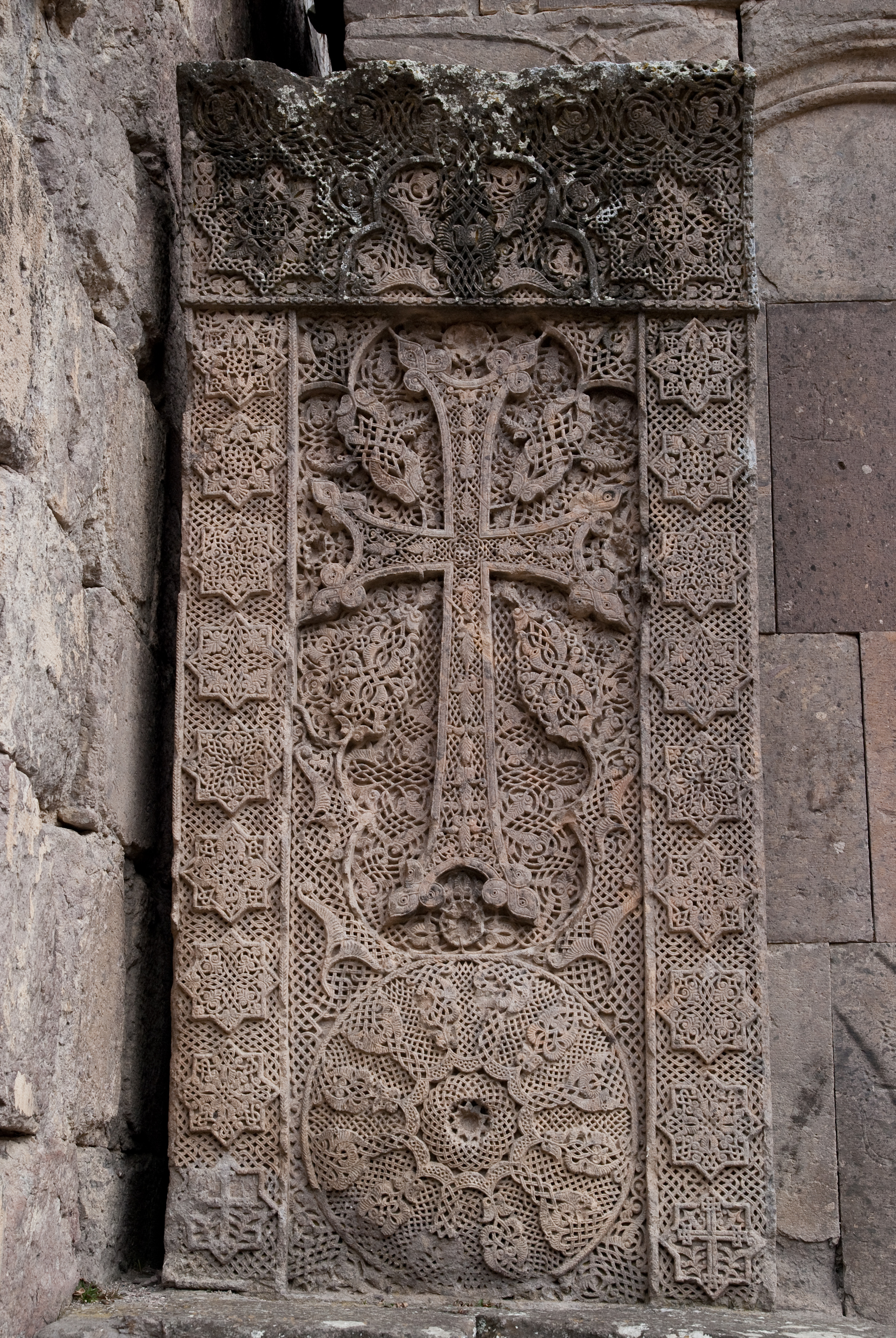
Хачкар майстра Погоса в Гошаванку, 1291 рік

Хачка́р (вірм. խաչքար, дослівно «хрест-камінь») — різновид вірменських пам'ятників, кам'яна стела з різьбленим зображенням хреста, зазвичай встановлюється при дорогах, монастирях, всередині та на фасадах храмів. Мистецтво створення хачкарів у 2010 р. включено у репрезентативний список ЮНЕСКО з нематеріальної культурної спадщини людства.

## Історія
Всього на території Вірменії налічується кілька тисяч хачкарів, кожен відрізняється своїм неповторним візерунком, хоча всі візерунки зазвичай витримані в єдиному стилі.
У доісторичний період у горах, біля витоків річок, біля меж поселень та доріг споруджувалися кам'яні стели — «Вішапи», які вважають попередниками хачкарів, — народ бачив в них зачарованих героїв своїх міфів і переказів. Ці споруди являли собою своєрідну розмітку обжитої людиною землі. Вони були покриті різьбленням із зображенням птахів, баранячих голів зі шкірою, клинописом.
В епоху Урарту царі стали встановлювати вертикальні кам'яні плити, які розповідають світові про їх завоювання і закони. Подібні стели будувалися також у період еллінізму за перших династій вірменських царів Арташесидів. У той час вже була сформована технологія будівництва хачкарів: в масивному кам'яному блоці — постаменті, видовбували отвір, у який вертикально ставився камінь з вже нанесеним на нього написом і візерунком.
Урартійські та елліністичні пам'ятники стали прообразом перших християнських хачкарів, що з'явилися відразу після прийняття християнства, і були покликані засвідчити християнську віру.
У різних місцях Вірменії (вперше — на схилах Арагацу) були знайдені високі стели з рельєфами, іноді з горельєфами, швидше за все пов'язані з похоронними обрядами.
Сюжети таких зображень традиційні: Григорій Просвітитель, цар Трдат III, який ув'язнив Просвітника й умертвив святих дів Хріпсіме та Гаяне і за це перетворений разом зі своїм почтом в стадо свиней, Данило в рові лева, три отроки в вогненній печі, рідше — Хрещення і Розп'яття.
У більшості стели мали двочастинну (постамент і вертикаль) або тричастинну (щабель, постамент і вертикаль) будову.
Найдавніший датований хачкар на території Республіки Вірменії належить до 879 року, а на території Азербайжану— 853 і 866 років

## Хачкари в Україні
Хачкари в Україні досліджували такі науковці:
- Ярослав Дашкевич (хачкари Львова та Кам’янця-Подільского)[3]
- Ірина Гаюк (виявлення пам’яток матеріальної культури в музейних фондах України)[4]
- Т. Саргсян (в контексті комплексного монастиря Сурб Хач)[5]
- А. Байтбурський (хачкари та розписи вірменського храму Знамення Божої Матері у Грушівці)[6]
- А. Гаврилова (хачкари з фондів Феодосійського краєзнавчого музею)[7]
- М. Арсенян (аналіз хачкарів в Україні з точки зору храмової архітектури).[8]
- Катерина Данник (дослідження історії хачкарів та аналіз періоду протягом незалежності в Україні)[9]

Мандруючи, займаючись торгівлею чи тікаючи від загарбників, вірмени опинялись на українських теренах. Продовжуючи давні традиції, переселенці прагнули відтворювати своє мистецтво, де б вони не опинились. Численні хачкари збереглись до нашого часу на території монастиря Сурб Хач (що у Старому Криму), у Львові, Кам’янці-Подільському, та в інших осередках, де проживали вірмени. М. Арсенян зазначає, що в Україні є низка вмурованих хачкарів (зокрема, у Львівському вірменському кафедральному соборі Успіння Пресвятої Богородиці, храмів у Грушівці, Білгороді-Дністровському тощо). Так, вмурований хачкар, що знаходиться у стініМиколаївської церкви в м. Кам’янці-Подільському, є невеличким кам’яним хрестом (20х25 см) в оточенні рослинного орнаменту. Однак, навіть така пам’ятка є обов’язковим місцем відвідання багатьох вірменських паломників. Таким чином впродовж активного розселення вірмен на українські терени ХІ-ХVII ст., хачкари зводились, чи, інколи навіть приносились з Вірменії.

### Новітній етап
Зі здобуттям незалежності в Україні почався новий етап почтаку відродження мистецтва хачкарів в Україні. Враховуючи сакральну мету встановлення хачкарів та їх зовнішній вигляд, закінчення радянської атеїстичної пропаганди сприяло розвитку даного архітектурного напрямку. В умовах культурного відродження України, тазавдяки її сприятливій етнорелігійній політиці.
З 1994 року спостерігається активізація громадської діяльності вірмен. Ці зрушення призвели до збільшення кількості культурно-релігійних пам’яток. За роки незалежності в Україні було споруджено більше 45 хачкарів (не враховуючи надгробки).
Найбільша кількість хачкарів у сучасній України зосереджена на сході, півдні та південному сході України, що пов’язано з чисельністю та активністю вірменських громад.
У Києві встановлено три хрест-камені, два з яких знаходяться на території столичної вірменської церкви Србоц Наатакац. Пам’ятку зведено на місці де височітиме собор, а інший хачкар, що стоїть поряд, освячено до дня жалоби за жертвами геноциду у 2015 р. Третій хачкар зведено у 2016 р. у сквері біля Костелу Святого Миколая.
У західному регіоні України хрест-камені зведені в м.Ужгород (освячено в 2015 р. до сотої річниці пам’яті жертв Геноциду). В Чернівцях (до 25-ї річниці землетрусу в Спітаку, споруджено у 2015 р.). Хачкари Львова, переважно знаходяться у дворі Вірменського Катедрального собору Успіння Пресвятої Богородиці.
Перший хрест-камінь привезений до 90-ліття геноциду з Вірменії, та освячений у 2006 р. Другий хачкар встановлено на честь захисників вітчизни у 2016 році.
У Дніпрі знаходяться два хачкари, перший з яких освячено в 2007 р. і встановлено на території церкви ім. Святого Григорія Просвітителя в пам’ять про невинних жертв вірменського народу. Другий хрест-камінь споруджено у 2015 р. до столітньої річниці геноциду.
Хачкар міста Нікополя, що зведений у 2008 р. та приурочений до дня пам’яті жертв геноциду, 4 січня 2011 року було зруйновано вандалами.
У місті Одеса освячено п’ять хрест-каменів, три з яких датовані 1995 роком. Один – присвячено жертвам землетрусу в Гюмрі (благодійники М. Сукіасян і В. Єраносян). Решта хрест-каменів зведені на честь відкриття вірменської церкви ім. Святого Григорія Просвітителя. Ще два хрест-камені зведено в 1998 та 2015 рр. в пам’ять про жертв Геноциду вірмен.
В Запоріжжі знаходиться два хачкари на теренах церкви святої Богоматері Марії, один з яких присвячений жертвам Геноциду.
У місті Харків освячено два хачкари: перший – встановлено на території вірменського храму 1 липня 2001 р., до дня відзначення 1700-ліття прийняття Вірменією християнства (благодійник – С.Адамян). Другий хачкар зведено у 2015 р. коштом пастви до століття Геноциду вірмен.
В міському сквері Полтави зведено хрест-камінь у 2015 р., до 100-річчя пам’яті жертв Геноциду вірмен. Черкаський хачкар освячено у 2005 р., до 90-ліття жертв Геноциду вірмен.
В місті Чернігів хрест-камінь освячено в 2016 р. і встановлено у дворі церкви Різдва Христова до дня Геноциду вірмен.
У Кропивницькому хачкар освячено до 100-ліття Геноциду вірмен, у 2015 р. У 2016 р. встановлено ще два хачкари у с. Райки Бердичівського району, та в м. Славутич (2016 р.).
На сході України освячено дещо більше хачкарів. В місті Святогірськ встановлено два хресткамені: перший зведено у 2006 р. (в дворі місцевої лаври), а другий виконує функцію надгробка і розміщений біля вірменської каплиці. У Макіївці встановлено чотири хачкари у 1998 р., що знаходяться на території Святої Вірменської церкви. Перший хрест-камінь – це пам’ятний подарунок від жителів Шираку; другий хачкар – «Аменапркич» (рідкісний вид пам’ятки, яких у Вірменії нараховується лише 3, ще один знаходиться в Україні). Третій хрест-камінь має форму вірменської літери «Е» (вірменською це ім’я Імануїл, означає «Бог з нами»), майстер – К. Калантарян, благодійник С. Асатрян. Ще один хачкар встановлений в пам’ять про жертв Геноциду вірмен. В місті Єнакієво освячено хрест-камінь у 2010 р. від родини Кечіян для члена сім’ї. 24 квітня 2016 р. в Єнакієво освячено ще один хачкар в пам’ять про 100-ліття Геноциду вірмен та невинних жертв на Донбасі. У місті Шахтарськ встановлено хрест-камінь у 2013 р., присвячений геноциду вірмен (благодійник Н. Сімонян). В Костянтинівці освячено два хачкари: у 2013 р. (благодійник – П. Шгоян) та у 2014 р. (присвячено жертвам землетрусу в Гюмрі 1998 р., благодійник – А. Данієлян).
В Луганську встановлено два хрест-камені: у 2006 р. від родини Андріасян своєму родичу, та на місці будівництва церкви.
Хачкар в Маріуполі освячено у 2006 р. (благодійник Г. Яйлоян) в пам’ять про жертв Геноциду, і встановлено у дворі каплиці «Аменайн Србоц».
У Миколаєві знаходяться три хрест-камені: перший – присвячений жертвам репресій 1936-1939 рр., другий – до 100-ліття річниці Геноциду вірмен (споруджено у 2015 р.). Третій – присвячений українцям, росіянам, вірменам та іншим невинним жертвам сталінських репресій.
У Хмельницькому хачкари встановлено у 2015 р. до 100-річчя пам’яті жертв Геноциду.
В місті Вінниця хрест-камінь встановлено у 2016 р. до дня пам’яті жертв Геноциду.
Бережанський хачкар освячено в 2015 р. до 100-ліття річниці Геноциду вірмен.
Ще один хачкар встановлено у м. Кам’янець-Подільський, в 2005 р. до 90-річчя пам’яті жертв геноциду вірмен. Хрест-камінь знаходиться на території комплексу Вірменської церкви Святого Миколая. Відомими художниками та скульпторами міста Іджеван (традиційний осередок килимарства та виготовлення хачкарів) є такі: М. Мхітарян, С. Саркісян, А. Гукасян, А. Давтян, тощо.
Переважна більшість сучасних майстрів, що виготовляють хачкари в Україні наслідують давні вірменські традиції. Серед українських майстрів з виготовлення хачкарів варто назвати таких: С. Тігранян (Київ), С. Маргарян (Полтава), В. Даллакян (Полтава), Г. Мартіросян (Харків), Х. Данелян (Київ). Однак, наслідуючи давні традиції, зазвичай і на українських хачкарах ставиться ім’я замовника чи благодійника, дещо рідше – майстра. Знаковою подією вважаємо виставку вірменських хачкарів на території Національного заповідника«Софія Київська».

## Світлини

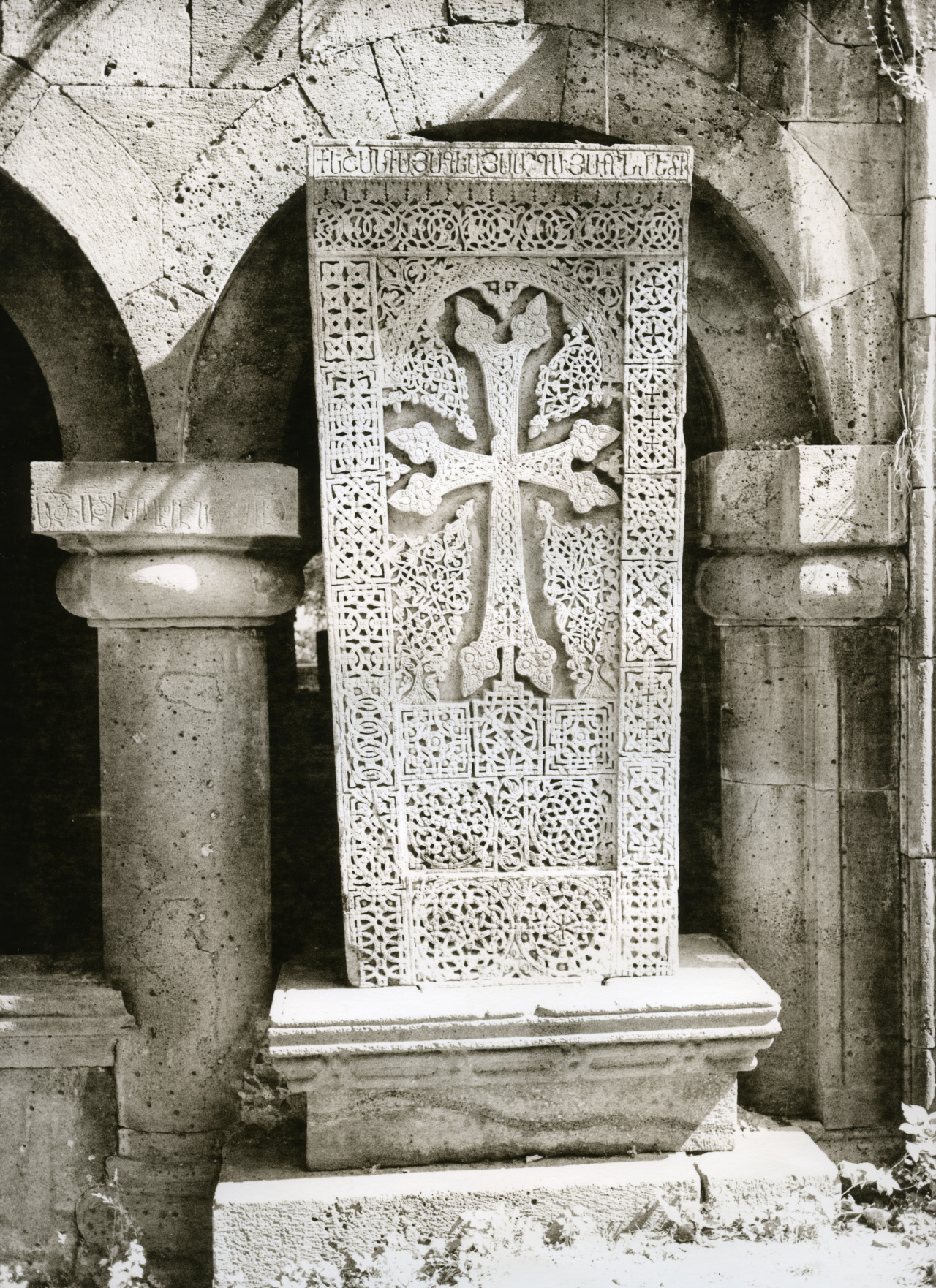
Хачкар у монастирі Санаїн
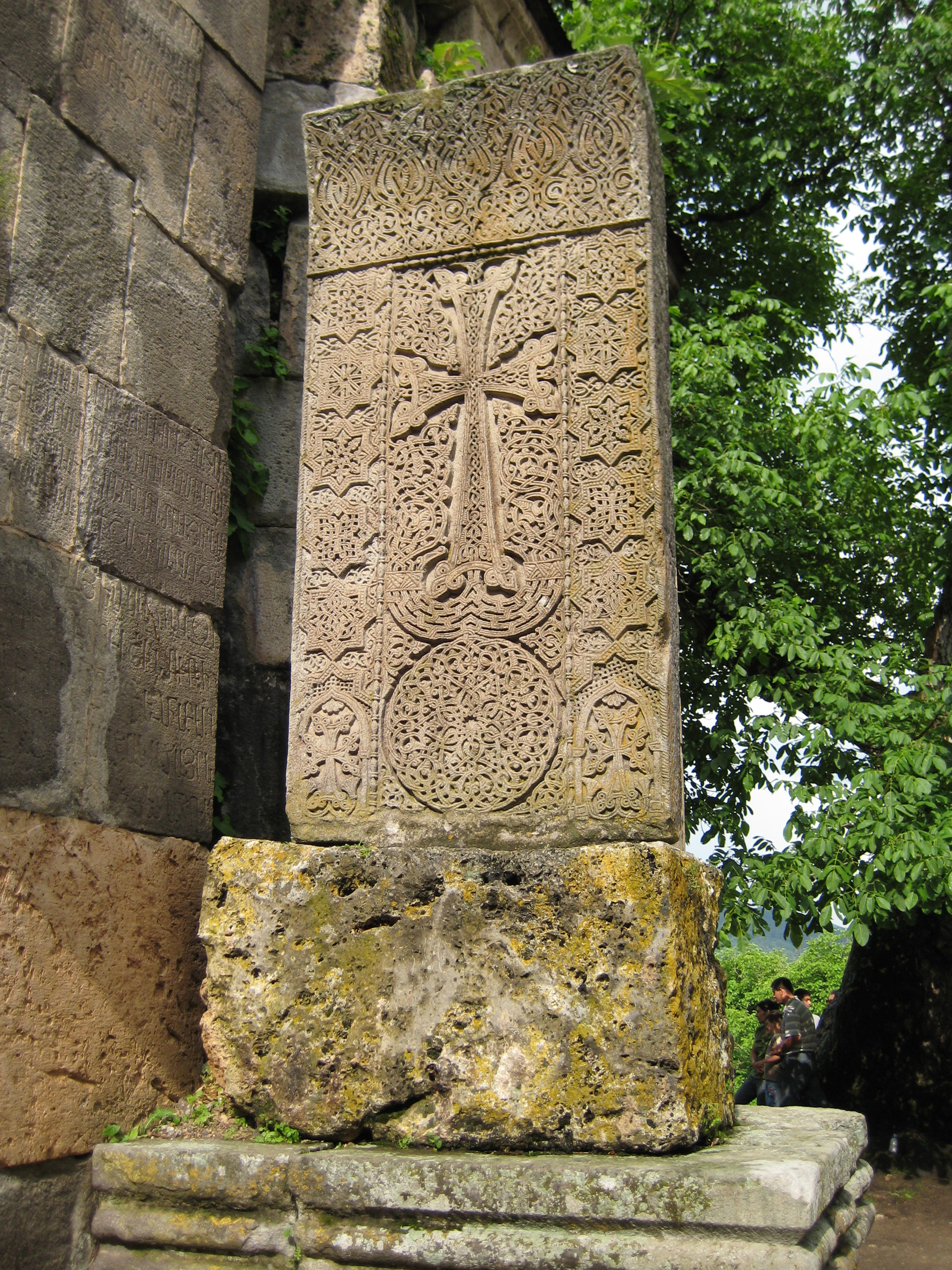
Хачкар у монастирі Агарцін у Вірменії
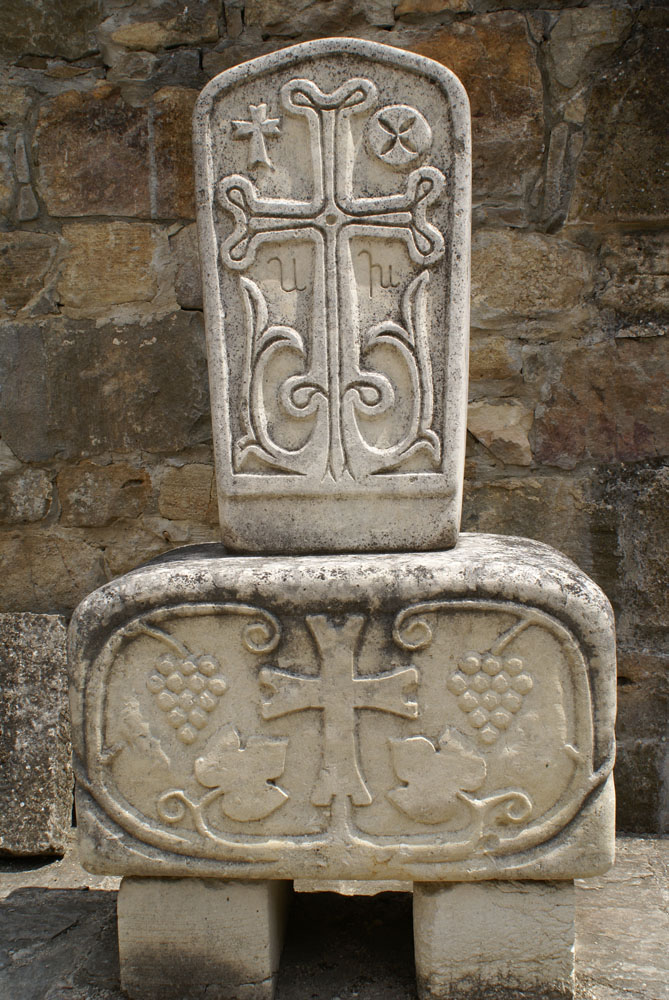
Хачкар біля входу в церкву Сурб-Ншан монастиря Сурб-Хач (Крим)
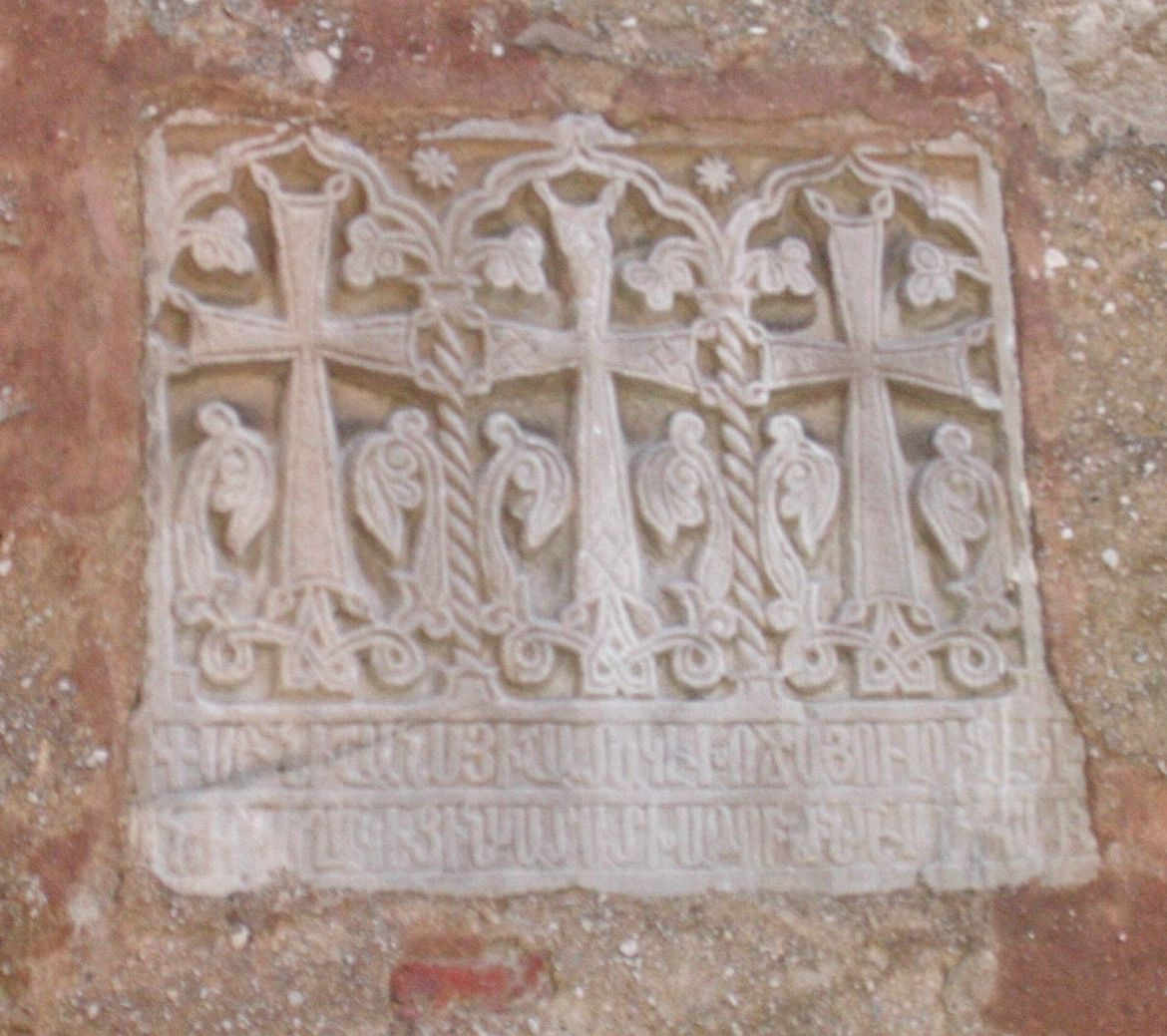
Хачкар в стіні церкви Сурб Саркіс (Феодосія)
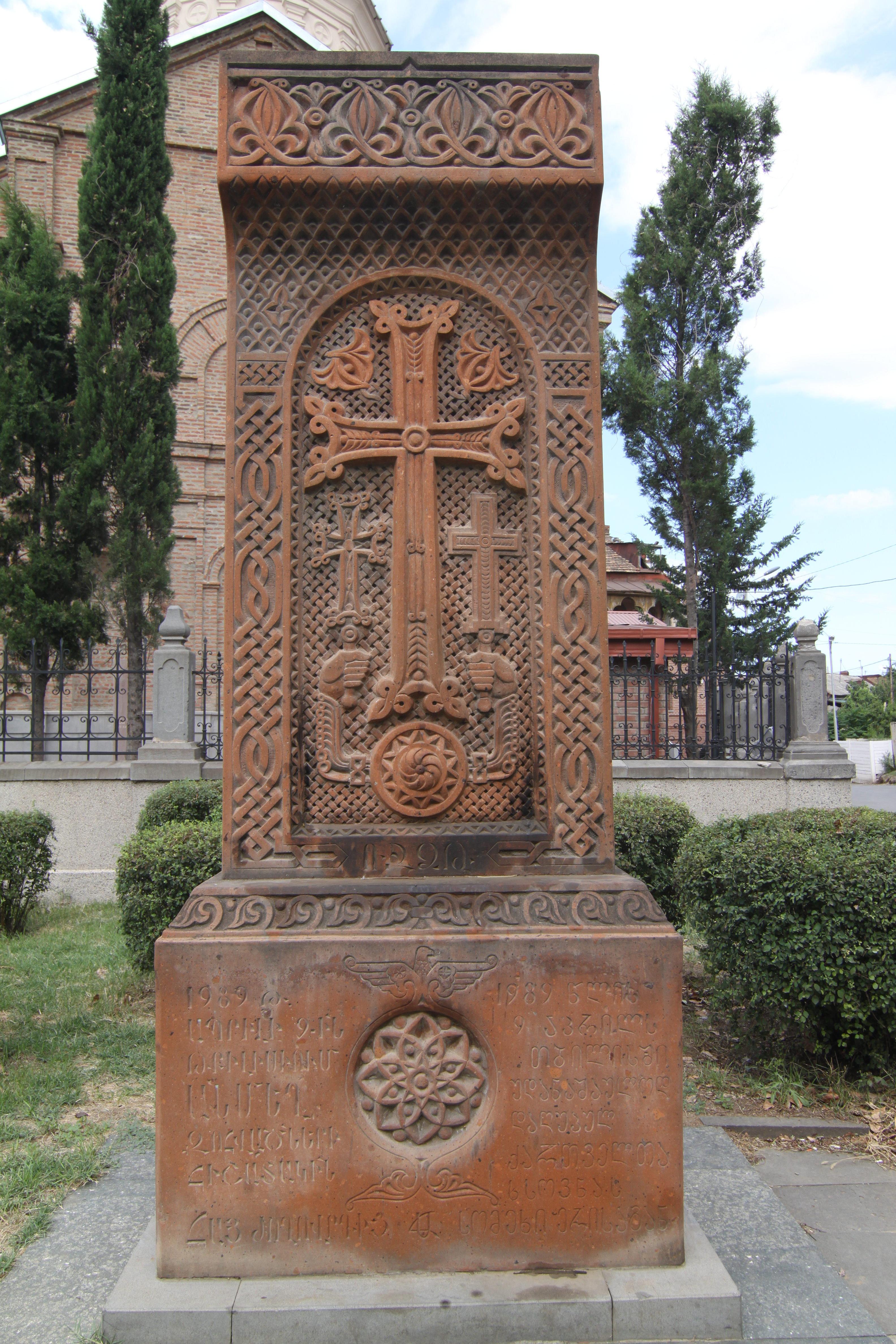
Хачкар біля церкви Нор Ечміадзін, Тбілісі